# ذخیره‌گاه طبیعی ایالت بزرگ قطب شمال
ذخیره‌گاه طبیعی ایالت بزرگ قطب شمال (انگلیسی: Great Arctic State Nature Reserve) یک ذخیره‌گاه و منطقه حفاظت شده در سرزمین کراسنویارسک کشور روسیه است.